# Dimitrios Kolymbas
Dimitrios Kolymbas (* 1. Januar 1949 in Athen) war in der Zeit von 1994 bis 2017 Professor für Geotechnik und Tunnelbau an der Universität Innsbruck.
Kolymbas besuchte die Deutsche Schule Athen und studierte ab 1966 als Stipendiat des Deutschen Akademischen Austauschdienstes Bauingenieurwesen in Karlsruhe. Ab 1972 war er dort wissenschaftlicher Assistent am Institut für Boden- und Felsmechanik, an dem er 1978 mit Auszeichnung bei Gerd Gudehus promovierte  (Ein nichtlineares viskoplastisches Stoffgesetz für Böden). Nach Wehrdienst in Griechenland kehrte er 1980 zur TU Karlsruhe zurück, wurde 1982 Oberingenieur am Lehrstuhl für Bodenmechanik und Grundbau (Gerd Gudehus) und habilitierte  dort 1988 (Eine konstitutive Theorie für Böden und andere körnige Stoffe).
Kolymbas initiierte die Theorie der Hypoplastizität. Dies ist ein neuer mathematischer Rahmen für das mechanische Verhalten des Bodens. Die Hypoplastizität beruht nicht auf der Theorie der Elastoplastizität, sondern ist eine Anwendung der Prinzipien der sog. Rationalen Mechanik nach Clifford Truesdell und Walter Noll.
In den letzten Jahren arbeitet Kolymbas an der Barodesie, die eine Weiterentwicklung der Hypoplastizität ist und auf asymptotische Eigenschaften des Bodens beruht.
Kolymbas lieferte Beiträge zur Scherfugenbildung, zum Tunnelbau, zur dynamischen Pfahlprüfung und zur anisotropen Elastizität und hat sich für Brücken zwischen Disziplinen (Geotechnik-Mathematik, Tunnelbau-Mechanik, Fraktale in der Geotechnik) und zwischen Ländern (Kontakte zu Deutschland, Italien und Russland) eingesetzt.
Seit seiner Emeritierung 2017 widmet er sich der Forschung (im Wesentlichen auf dem Gebiet der Barodesie) und der Musik (er ist Obmann des Universitätschors Innsbruck und Präsident der Stiftung Angelinis-Hadjinikou in Griechenland).

## Schriften
- Geotechnik: Bodenmechanik, Grundbau und Tunnelbau. 5. Auflage. Springer Verlag, 2019, ISBN 978-3-662-5847-12.
- Tunnelling and Tunnel Mechanics: A Rational Approach to Tunnelling. 2., korr. Druck. Springer Verlag, 2008, ISBN 978-3-540-25196-5.
- mit  G. Viggiani (Hrsg.): Mechanics of Natural Solids. Springer Verlag, 2009, ISBN 978-3-642-03577-7.
- als Hrsg.: Advanced Mathematical and Computational Geomechanics. Springer Verlag, 2003, ISBN 3-540-40547-X.
- Fractals in geotechnical engineering: exploratory workshop. Logos Verlag, Berlin 2004.
- als Hrsg.: Rational Tunnelling, Summerschool, Innsbruck, 2003. Logos Verlag, Berlin 2003.
- als Hrsg.: Tunnelling Mechanics, Eurosummerschool, Innsbruck, 2001. Logos Verlag, Berlin 2002.
- als Hrsg. mit W.Fellin: Compaction of soils, granulates and powders - International workshop on compaction of soils, granulates powders, Innsbruck, 28-29 February 2000. Balkema, Rotterdam 1999.
- Introduction to Hypoplasticity. Balkema, Rotterdam 1999.
- Geotechnik - Bodenmechanik und Grundbau. Springer Verlag, 1997.
- Geotechnik - Tunnelbau und Tunnelmechanik. Springer Verlag, 1997.
- Constitutive Modelling of Granular Materials. Springer Verlag.
- Modern Approaches to Plasticity.
- Pfahlgründungen. Springer Verlag, 1989.